# Brouwerij Het Sleutelken
Brouwerij Sleutelken of Brouwerij Van Den Berghe is een voormalige brouwerij gelegen in de Tichelrei te Gent en was actief van 1532 tot rond 1900.

## Geschiedenis
De eerste vermeldingen dateren uit 1532 als De Gulden Sleutels. Vanaf 1590 komt de naam 't Sleutelken voor. 
Later kwam deze in handen van Brouwerij Van Goethem
In het begin van de 20ste eeuw werd het gebouw gebruikt als flessentrekkerij voor de firma De Schepper - Bruggeman. Momenteel is het een restaurant genaamde "De Stokerij".  

## Gebouwen
Het betreft een onderkelderd breedhuis onder een zadeldak. Aan de achterzijde lag de in 1908 gedempte schipgracht. Onder de dakgoot kan men nog de ventilatieopeningen zien van de brouwzaal. In de linkerzijgevel kan men nog de drie gesculpteerde sleutels merken. Deze zijn vermoedelijk bij een restauratie aangebracht. 
Ook de instudriële achterbouw en ingebouwde schoorsteen zijn bewaard gebleven. Deze zijn als monument erkent bij het decreet van 3 maart 1976. 